# Kabačnikova–Fieldsova reakce
Kabačnikova–Fieldsova reakce je třísložková organická reakce, při které se vytváří α-aminomethylfosfonáty z aminů, karbonylových sloučenin a dialkylfosfitů, (RO)2P(O)H.
Aminofosfonáty mají význam jako fosforové analogy α-aminokyselin.
Tuto reakci nezávisle na sobě objevili Martin Izrajlevič Kabačnik a Ellis K. Fields v roce 1952. Je podobná dvousložkové Pudovikově reakci, při níž reagují fosfity s iminy.
V prvním kroku se vytvoří imin, poté dojde k hydrofosfonylaci a napojení vazby P-H z fosfonátu na dvojnou vazbu C-N.
Výchozím materiálem je většinou aldehyd, může však jít i o keton. Reakci lze urychlit přidáním dehydratačního činidla a Lewisovy kyseliny.
Byly také vyvinuty enantioselektivní varianty této reakce, například při zapojení α-methylbenzylaminu vzniká chirální, neracemický α-aminofosfonát.